# Barragem de Vilar
A Barragem de Vilar, ou Barragem de Vilar-Tabuaço, é uma barragem portuguesa erguida no rio Távora, perto da aldeia de Vilar (Moimenta da Beira), e pertencente aos Municípios de Sernancelhe e Moimenta da Beira. Esta barragem serve para criar uma albufeira, a qual para além de regularizar os caudais deste rio serve para abastecer de água a central hidroeléctrica de Tabuaço (destinada à produção de energia eléctrica), a qual fica a cerca de 5 km da vila com o mesmo nome Tabuaço.
Possui uma altura de 58 m acima da fundação (55 m acima do terreno natural) e um comprimento de coroamento de 240 m. A capacidade instalada de produção de energia eléctrica é de 58 MW.
A albufeira de Vilar é também utilizada actualmente para a captação de água destinada ao abastecimento público (ver ciclo urbano da água) de diversos municípios da região.